# .mo
Pour les articles homonymes, voir MO.
.mo est le domaine de premier niveau national réservé à Macao.

## Histoire
Le registre du domaine .mo est géré depuis 1992 par le centre d'information réseau de l'Université de Macao ou MONIC (Macao Network Information Centre). 
Le gouvernement de Macao a réformé en 2011 le fonctionnement opérationnel du MONIC pour promouvoir le développement des services et il a chargé la société HNET Asia de l'exploitation de MONIC à compter du 12 mars 2011. HNET vise à développer le nom de domaine Macao, à contribuer au développement de l'industrie internet à Macao, au déploiement de noms de domaine chinois et au déploiement d'autres fonctionnalités du registre.
Le règlement est spécifique à la région administrative spéciale de Macao.

## Domaines de deuxième niveau
- .com.mo, .公司.mo : entités commerciales ;
- .edu.mo, .教育.mo : établissements d'enseignement ;
- .gov.mo, .政府.mo : ministères ;
- .net.mo, .網絡.mo : fournisseurs de services réseau ;
- .org.mo, .組織.mo : organisations à but non lucratif.

## Domaine de premier niveau internationalisé
Début 2015, à la demande de MONIC, deux nouveaux domaines de premier niveau sont réservés à Macao. Ce sont .澳门 en chinois simplifié et .澳門 en chinois traditionnel. 